# Atheta fungivora
Atheta fungivora är en skalbaggsart som först beskrevs av Thomson 1867.  Atheta fungivora ingår i släktet Atheta, och familjen kortvingar. Arten är reproducerande i Sverige.